# Leptaegeria costalimai
Leptaegeria costalimai is een vlinder uit de familie wespvlinders (Sesiidae), onderfamilie Sesiinae.
Leptaegeria costalimai is voor het eerst wetenschappelijk beschreven door Köhler in 1953. De soort komt voor in het Neotropisch gebied.